# Peromyscus ochraventer
Peromyscus ochraventer är en däggdjursart som beskrevs av Baker 1951. Peromyscus ochraventer ingår i släktet hjortråttor och familjen hamsterartade gnagare. IUCN kategoriserar arten globalt som starkt hotad. Inga underarter finns listade i Catalogue of Life.
Arten är med en vikt mellan 24 och 40 g en medelstor hjortråtta. Den har brun päls på ovansidan som blir fram till sidorna ljusare och undersidan är täckt av ljus kanelbrun päls. Vid axlarna förekommer en orange skugga. Hos Peromyscus ochraventer finns svarta ögonringar och en svans som är lite mörkare på ovansidan än på undersidan. Andra hjortråttor i samma region har oftast vit päls på buken.
Denna gnagare är bara känd från en mindre bergstrakt i östra Mexiko. Arten vistas mellan 800 och 2000 meter över havet. Den lever i molnskogar och i mera torra blandskogar. Peromyscus ochraventer vilar i det tjocka lövskiktet, i bergssprickor eller i håligheter under stenar. Den går främst på marken.
Djuret är allätare och livnär sig bland annat av frön, frukter, ekollon, insekter och svampar. Gnagaren jagas själv av medelstora rovdjur, ugglor och skallerormar. Fortplantningen sker mellan september och februari. Vanligen föds två eller tre ungar som är nakna, blinda och hjälplösa.